# Littleham, East Devon
Littleham är en ort i civil parish Exmouth, i distriktet East Devon, i grevskapet Devon, i England. Littleham var en civil parish fram till 1974. Civil parish hade 7 954 invånare år 1961. Byn nämndes i Domedagsboken (Domesday Book) år 1086, och kallades då Liteham.